# Macrophiothrix galatheae
Macrophiothrix galatheae är en ormstjärneart som först beskrevs av Christian Frederik Lütken 1872.  Macrophiothrix galatheae ingår i släktet Macrophiothrix och familjen Ophiothrichidae. Inga underarter finns listade i Catalogue of Life.